# Голота (посёлок)
Голота — опустевший поселок в Клинцовском районе Брянской области в составе  Рожновского сельского поселения.

## География
Находится в западной части Брянской области на расстоянии приблизительно 18 км на запад-юго-запад по прямой от вокзала железнодорожной станции Клинцы.

## История
Упоминался с XVIII века как хутор в составе Новоместской сотни. В середине XX века работал колхоз им. VII съезда Советов.На карте 1941 года показан.

## Население
Численность населения: 80 (1926), 0 (2002), 0 (2010).
Будет упразднен как фактически не существующий в связи с переселением всех жителей на постоянное место жительства в другие населённые пункты.